# Dalmau de Queralt, conde de Santa Coloma
Dalmau de Queralt y Codina, conde de Santa Coloma de Queralt (?, c. 1593-Barcelona, 7 de junio de 1640) fue un noble español, virrey de Cataluña entre 1638 y 1640, que resultó asesinado por rebeldes catalanes al inicio de la sublevación catalana de 1640.

## Biografía
Hijo del primer conde de Santa Coloma, Pere de Queralt e Icart Cardona i Luyando y de su esposa María Codina Cardona, Dalmau fue nombrado virrey en 1638 por el rey Felipe IV tras la renuncia de Enrique de Aragón Folc de Cardona y Córdoba. En 1639 y 1640 participó en las campañas del Rosellón contra los franceses como adjunto del general Espínola, generalísimo de los ejércitos de la monarquía hispánica en la frontera con Francia, en el marco de la guerra de los Treinta Años.
La guerra contra Francia, que había comenzado en 1635, ocasionó fuertes tensiones entre la monarquía española y Cataluña: los franceses habían amenazado repetidamente la fortaleza de Salses y el Conde-Duque de Olivares creía que los catalanes ponían poco empeño en la defensa de su propio territorio al no aportar los recursos necesarios. Los catalanes, en cambio, pensaban que su colaboración no era apreciada en su justo término. Por otra parte, la presencia de los tercios en Cataluña había supuesto incidentes sin fin en los pueblos que debían alojarlos: los militares españoles exaccionaban, sobornaban o violaban en aquellas casas en las que habían sido alojados. Todo cambió cuando en julio de 1638, tras el sorteo para la renovación de la Generalidad de Cataluña, el eclesiástico Pau Claris fue nombrado presidente y Francesc de Tamarit, delegado del Brazo militar catalán. Ambos eran hostiles a la monarquía española e inmediatamente la Generalidad elevó una queja por haberse prohibido el comercio con Francia a causa de la guerra, lo que perjudicaba a los intereses catalanes.
Por su parte, Dalmau de Queralt viajó a Madrid para solicitar al rey que los tercios salieran del Rosellón y la Cerdaña, puesto que el pueblo estaba en estado próximo a la sublevación. Intentó así mediar entre el rey y la Generalidad de Cataluña y el Consejo de Ciento, sin demasiado éxito. El monarca quería que el Principado se incorporase a la Unión de Armas y contribuyesen a la defensa de Cataluña frente a Francia, pero los catalanes pedían mantener su estatus.
Entre septiembre y enero de 1640, Dalmau de Queralt dirigió el asedio al castillo de Salses, que había sido tomado por los franceses en junio de ese año, consiguiendo su recuperación. Tras la conquista de la fortaleza, el virrey hizo retirar las tropas estacionadas al norte de Cataluña hacia la costa, para pasar el invierno, entre Palamós y Barcelona, pero a cambio se creaba un impuesto fijo para el sostenimiento de las tropas. Al mismo tiempo, para dar un escarmiento, y por orden del Conde-Duque de Olivares, el virrey ordenaba en marzo detener a los diputados más beligerantes en contra de la presencia de las tropas, entre ellos Francesc de Tamarit, y el propio presidente de la Generalidad, Pau Claris (que logró huir), y se ordena confiscar los bienes de la Generalidad. 
Poco después llegan noticias de un incidente en Santa Coloma de Farnés (30 de abril de 1640), en el que se había quemado vivo a un alguacil que había llegado al pueblo para gestionar el alojamiento de un destacamento de soldados napolitanos. El virrey ordenó quemar completamente la villa para intentar mantener su autoridad. La revuelta popular, sin embargo, se desperdigaba por el Principado. El 22 de mayo, los rebeldes entraron en Barcelona, consiguiendo liberar al diputado Tamarit, retirándose poco después.
El 7 de junio, día de Corpus Christi, una gran cantidad de segadores, trabajadores temporeros, acude a Barcelona para participar en la tradicional procesión organizada con motivo de la cosecha y organizan la revuelta. Los segadores no solo enarbolaban sentimientos contra el régimen señorial, sino contra el asentamiento de tropas y en contra del incremento los impuestos por el conde de Santa Coloma. Los sublevados acuden a casa del virrey gritando viva el rey y muera el mal gobierno. Cuando los disturbios pasan hacia la zona de las Ramblas, el virrey escapó de su casa hacia las Atarazanas, para intentar escapar de la ciudad. Los sublevados se enteran y empieza una caza del hombre. El virrey consigue llegar a la playa, pero allí, herido y extenuado, es apuñalado. El día siguiente fue enterrado en el templo de la Merced de Barcelona.